# Fort Jaigarh
Fort Jaigarh, znany również jako Fort Zwycięstwa, jest jednym z najlepiej zachowanych fortów w Indiach, położonym na wzgórzu Cheel ka Teela (Wzgórze Orłów), powyżej Fortu Amber w Dżajpurze, w stanie Rajasthan. Fort ten jest popularnym miejscem turystycznym i symbolizuje militarną potęgę dynastii Kacchwaha, która rządziła tą częścią Indii przez wiele stuleci.
Na terenie fortu znajduje się największą na świecie armatę na kołach, Jaivana. Armata ta nigdy nie była użyta w bitwie, do jednego strzału potrzebuje 100kg prochu.

## Historia
Fort został wybudowany w 1726 roku przez maharadżę  Jai Singha II jako fort obronny mający chronić pobliski Fort Amber oraz królewskie pałace. Fort ten był strategicznie ważnym punktem obronnym, z którego można było kontrolować okolicę i obserwować ewentualne zagrożenia. Fort nazwano na cześć maharadży Jai Singha II.

## Architektura
Fort został zbudowany z czerwonego piaskowca, fort ma długość 3 km i szerokość 1 km. Budowla stanowi doskonały przykład radżpuckiej architektury obronnej i militarnej. Wewnątrz fortu znajduje się szereg pałaców, w tym Laxmi Vilas i Vilas Mandir, które łączą elementy lokalnej architektury z wpływami mogolskimi. Fort wyróżnia się również zaawansowanym systemem wodociągowym oraz licznymi zbiornikami wodnymi, które pełniły kluczową rolę w przypadku oblężeń.
Położenie fortu oraz jego solidna konstrukcja przyczyniły się do tego, że nigdy nie został on zdobyty. Fort Jaigarh, podobnie jak Fort Amer, posiada podziemne korytarze, które łączyły oba obiekty, umożliwiając bezpieczną komunikację w czasie zagrożenia. Dzięki tym cechom, fort uchodzi za jeden z najlepiej zachowanych przykładów radżpuckiej inżynierii wojskowej.